# Mutua Madrid Open 2021
Mutua Madrid Open 2021 byl společný tenisový turnaj mužského okruhu ATP Tour a ženského okruhu WTA Tour, hraný v parku Manzanares na otevřených antukových dvorcích. Konal se mezi 27. dubnem až 9. květnem 2021 ve španělské metropoli Madridu jako devatenáctý ročník mužského a dvanáctý ročník ženského turnaje.
Ženská událost získala dvoutýdenní charakter a stala se tak sedmým turnajem na okruhu hraným déle než týden. V sezóně 2020 byl turnaj zrušen kvůli pandemii covidu-19. V důsledku vládních koronavirových opatření byla před zahájením ročníku 2021 snížena obsazenost areálu na 40 % diváků, s maximálním denním vstupem pro 4 800 osob.
Mužská polovina s dotací 3 226 325 eur se řadila do kategorie ATP Tour Masters 1000. Ženská část disponující  rozpočtem 2 549 105 eur náležela do kategorie WTA 1000. Finanční dotace byla proti roku 2019 výrazně zredukována, v celém objemu se jednalo o přibližně 60 % (z 15 798 212 na 6 319 287 dolarů). To odpovídalo sníženým prize money. Vítězové dvouher obdrželi 315 160 eur, což znamenalo pokles o 73,8 %.
Nejvýše nasazenými v soutěžích dvouher se stali světová dvojka Rafael Nadal ze Španělska a v ženském pavouku první hráčka světa Ashleigh Bartyová z Austrálie. Jako poslední přímí účastnicí do singlové soutěže nastoupili 56. hráč žebříčku, Španěl Alejandro Davidovich Fokina a 54. tenistka klasifikace, Lotyška Jeļena Ostapenková.
Patnáctý singlový titul na okruhu ATP Tour a čtvrtý v sérii Masters vybojoval 24letý Němec Alexander Zverev, který v Madridu navázal na výhru z roku 2018. Jubilejní desátou singlovou trofej na túře WTA vyhrála Běloruska Aryna Sabalenková, která ji premiérově posunula do elitní světové pětky na čtvrté místo.
Mužský debl ovládla španělsko-argentinská dvojice Marcel Granollers a Horacio Zeballos, jejíž členové získali pátou společnou trofej a třetí ze série Masters. Ženskou čtyřhru ovládly Češky Barbora Krejčíková a Kateřina Siniaková, jež získaly sedmý společný triumf.

## Rozdělení bodů a finančních odměn

### Rozdělení bodů
| Soutěž       | vítězové | finalisté | semifinalisté | čtvrtfinalisté | 16 v kole | 32 v kole | 64 v kole | Q  | Q2 | Q1 |
| ------------ | -------- | --------- | ------------- | -------------- | --------- | --------- | --------- | -- | -- | -- |
| dvouhra mužů | 1000     | 600       | 360           | 180            | 90        | 45        | 10        | 25 | 16 | 0  |
| čtyřhra mužů | 1000     | 600       | 360           | 180            | 90        | 0         | —         | —  | —  | —  |
| dvouhra žen  | 1000     | 650       | 390           | 215            | 120       | 65        | 10        | 30 | 20 | 2  |
| čtyřhra žen  | 1000     | 650       | 390           | 215            | 120       | 10        | —         | —  | —  | —  |

### Finanční odměny
| Soutěž                                | vítězové  | finalisté | semifinalisté | čtvrtfinalisté | 16 v kole | 32 v kole | 64 v kole | Q2      | Q1      |
| ------------------------------------- | --------- | --------- | ------------- | -------------- | --------- | --------- | --------- | ------- | ------- |
| mužská dvouhra                        | 315 160 € | 188 280 € | 106 690 €     | 58 370 €       | 36 400 €  | 22 720 €  | 15 060 €  | 7 655 € | 4 080 € |
| ženská dvouhra                        | 315 160 € | 188 280 € | 106 690 €     | 58 370 €       | 34 048 €  | 20 000 €  | 12 655 €  | 4 025 € | 2 600 € |
| mužská čtyřhra                        | 62 760 €  | 43 940 €  | 30 120 €      | 20 400 €       | 13 810 €  | 9 410 €   | —         | —       | —       |
| ženská čtyřhra                        | 62 760 €  | 43 940 €  | 30 120 €      | 20 400 €       | 13 810 €  | 9 410 €   | —         | —       | —       |
| částky ve čtyřhře jsou uvedeny na pár |           |           |               |                |           |           |           |         |         |

## Dvouhra mužů

### Nasazení
| Stát                          | Hráč                  | ATP | Nasazení |
| ----------------------------- | --------------------- | --- | -------- |
| Španělsko                     | Rafael Nadal          | 2.  | 1.       |
| Rusko                         | Daniil Medveděv       | 3.  | 2.       |
| Rakousko                      | Dominic Thiem         | 4.  | 3.       |
| Řecko                         | Stefanos Tsitsipas    | 5.  | 4.       |
| Německo                       | Alexander Zverev      | 6.  | 5.       |
| Rusko                         | Andrej Rubljov        | 8.  | 6.       |
| Argentina                     | Diego Schwartzman     | 9.  | 7.       |
| Itálie                        | Matteo Berrettini     | 10. | 8.       |
| Španělsko                     | Roberto Bautista Agut | 11. | 9.       |
| Španělsko                     | Pablo Carreño Busta   | 12. | 10.      |
| Belgie                        | David Goffin          | 13. | 11.      |
| Kanada                        | Denis Shapovalov      | 14. | 12.      |
| Polsko                        | Hubert Hurkacz        | 16. | 13.      |
| Bulharsko                     | Grigor Dimitrov       | 17. | 14.      |
| Itálie                        | Jannik Sinner         | 18. | 15.      |
| Kanada                        | Félix Auger-Aliassime | 20. | 16.      |
| Žebříček ATP k 26. dubnu 2021 |                       |     |          |

### Jiné formy účasti
Následující hráči obdrželi divokou kartu do hlavní soutěže:
- Carlos Alcaraz
- Pedro Martínez
- Jaume Munar
- Fernando Verdasco

Následující hráči postoupili do hlavní soutěže z kvalifikace:
- Pablo Andújar
- Marco Cecchinato
- Federico Delbonis
- Marcos Giron
- Pierre-Hugues Herbert
- Alexei Popyrin
- Carlos Taberner

Následující hráč postoupil z kvalifikace jako tzv. šťastný poražený:
- Jošihito Nišioka

### Odhlášení
před zahájením turnaje
- Borna Ćorić → nahradil jej  Jérémy Chardy
- Borna Ćorić → nahradil jej  Jérémy Chardy
- Novak Djoković → nahradil jej  Richard Gasquet
- Roger Federer → nahradil jej  Miomir Kecmanović
- David Goffin → nahradil jej  Lloyd Harris
- Gaël Monfils → nahradil jej  Guido Pella
- Milos Raonic → nahradil jej  Cameron Norrie
- Lorenzo Sonego → nahradil jej  Dominik Koepfer
- Stan Wawrinka → nahradil jej  Albert Ramos-Viñolas

### Skrečování
- Lloyd Harris
- Guido Pella

## Mužská čtyřhra

### Nasazení
| Stát                                                                                   | Hráč                  | Stát               | Hráč             | ATP | Nasazení |
| -------------------------------------------------------------------------------------- | --------------------- | ------------------ | ---------------- | --- | -------- |
| Kolumbie                                                                               | Juan Sebastián Cabal  | Kolumbie           | Robert Farah     | 5.  | 1.       |
| Chorvatsko                                                                             | Nikola Mektić         | Chorvatsko         | Mate Pavić       | 5.  | 2.       |
| Chorvatsko                                                                             | Ivan Dodig            | Slovensko          | Filip Polášek    | 17. | 3.       |
| Španělsko                                                                              | Marcel Granollers     | Argentina          | Horacio Zeballos | 20. | 4.       |
| USA                                                                                    | Rajeev Ram            | Spojené království | Joe Salisbury    | 23. | 5.       |
| Nizozemsko                                                                             | Wesley Koolhof        | Polsko             | Łukasz Kubot     | 26. | 6.       |
| Francie                                                                                | Pierre-Hugues Herbert | Francie            | Nicolas Mahut    | 29. | 7.       |
| Německo                                                                                | Kevin Krawietz        | Rumunsko           | Horia Tecău      | 42. | 8.       |
| Žebříček ATP k 26. dubnu 2021; číslo je součtem žebříčkového postavení obou členů páru |                       |                    |                  |     |          |

### Jiné formy účasti
Následující páry obdržely divokou kartu do hlavní soutěže:
- Alejandro Davidovich Fokina /  Fernando Verdasco
- Marc López /  Jaume Munar
- Petros Tsitsipas /  Stefanos Tsitsipas

Následující pár nastoupil z pozice náhradníka:
- Raven Klaasen /  Ben McLachlan

### Odhlášení
před zahájením turnaje
- Borna Ćorić /  Franko Škugor → nahradili je  Márton Fucsovics /  Casper Ruud
- Alejandro Davidovich Fokina /  Fernando Verdasco → nahradili je  Raven Klaasen /  Ben McLachlan

v průběhu turnaje
- Tim Pütz /  Alexander Zverev

## Ženská dvouhra

### Nasazení
| Stát                          | Hráčka              | WTA | Nasazení |
| ----------------------------- | ------------------- | --- | -------- |
| Austrálie                     | Ashleigh Bartyová   | 1.  | 1.       |
| Japonsko                      | Naomi Ósakaová      | 2.  | 2.       |
| Rumunsko                      | Simona Halepová     | 3.  | 3.       |
| Ukrajina                      | Elina Svitolinová   | 5.  | 4.       |
| Bělorusko                     | Aryna Sabalenková   | 7.  | 5.       |
| Česko                         | Karolína Plíšková   | 9.  | 6.       |
| Nizozemsko                    | Kiki Bertensová     | 10. | 7.       |
| Švýcarsko                     | Belinda Bencicová   | 11. | 8.       |
| Česko                         | Petra Kvitová       | 12. | 9.       |
| Španělsko                     | Garbiñe Muguruzaová | 13. | 10.      |
| USA                           | Jennifer Bradyová   | 14. | 11.      |
| Bělorusko                     | Viktoria Azarenková | 15. | 12.      |
| Belgie                        | Elise Mertensová    | 16. | 13.      |
| Polsko                        | Iga Świąteková      | 17. | 14.      |
| Spojené království            | Johanna Kontaová    | 18. | 15.      |
| Řecko                         | Maria Sakkariová    | 19. | 16.      |
| Žebříček WTA k 26. dubnu 2021 |                     |     |          |

### Jiné formy účasti
Následující hráčky obdržely divokou kartu do hlavní soutěže:
- Paula Badosová
- Sorana Cîrsteaová
- Victoria Jiménezová Kasintsevová
- Sara Sorribesová Tormová
- Venus Williamsová

Následující hráčky nastoupily pod žebříčkovou ochranou:
- Jaroslava Švedovová
- Jelena Vesninová

Následující hráčky postoupily do hlavní soutěže z kvalifikace:
- Irina-Camelia Beguová
- Ana Bogdanová
- Misaki Doiová
- Kateryna Kozlovová
- Kristina Mladenovicová
- Bernarda Peraová
- Anastasija Sevastovová
- Laura Siegemundová
- Nina Stojanovićová
- Ajla Tomljanovićová
- Tamara Zidanšeková
- Věra Zvonarevová

Následující hráčky postoupily z kvalifikace jako tzv. šťastné poražené:
- Polona Hercogová
- Sie Šu-wej
- Danka Kovinićová

### Odhlášení
před zahájením turnaje
- Bianca Andreescuová → nahradila ji  Čeng Saj-saj
- Danielle Collinsová → nahradila ji  Magda Linetteová
- Fiona Ferrová → nahradila ji  Jelena Vesninová
- Sofia Keninová → nahradila ji  Shelby Rogersová
- Světlana Kuzněcovová → nahradila ji  Polona Hercogová
- Garbiñe Muguruzaová → nahradila ji  Danka Kovinićová
- Barbora Strýcová → nahradila ji  Jaroslava Švedovová
- Donna Vekićová → nahradila ji  Sloane Stephensová
- Serena Williamsová → nahradila ji  Sie Šu-wej
- Dajana Jastremská → nahradila ji  Jeļena Ostapenková

v průběhu turnaje
- Viktoria Azarenková

### Skrečování
- Marie Bouzková

## Ženská čtyřhra

### Nasazení
| Stát                                                                                    | Hráčka             | Stát             | Hráčka              | WTA | Nasazení |
| --------------------------------------------------------------------------------------- | ------------------ | ---------------- | ------------------- | --- | -------- |
| Čínská Tchaj-pej                                                                        | Sie Šu-wej         | Belgie           | Elise Mertensová    | 4.  | 1.       |
| Česko                                                                                   | Barbora Krejčíková | Česko            | Kateřina Siniaková  | 15. | 2.       |
| Kanada                                                                                  | Gabriela Dabrowská | Nizozemsko       | Demi Schuursová     | 23. | 3.       |
| Japonsko                                                                                | Šúko Aojamová      | Japonsko         | Ena Šibaharaová     | 26. | 4.       |
| Chile                                                                                   | Alexa Guarachiová  | USA              | Desirae Krawczyková | 34. | 5.       |
| Čínská Tchaj-pej                                                                        | Čan Chao-čching    | Čínská Tchaj-pej | Latisha Chan        | 42. | 6.       |
| Čína                                                                                    | Sü I-fan           | Čína             | Čang Šuaj           | 47. | 7.       |
| USA                                                                                     | Hayley Carterová   | Brazílie         | Luisa Stefaniová    | 53. | 8.       |
| Žebříček WTA k 26. dubnu 2021; číslo je součtem žebříčkového postavení obou členek páru |                    |                  |                     |     |          |

### Jiné formy účasti
Následující páry obdržely divokou kartu do hlavní soutěže:
- Paula Badosová /  Sara Sorribesová Tormová
- Aliona Bolsovová /  Danka Kovinićová

Následující páry nastoupily do čtyřhry pod žebříčkovou ochranou:
- Oxana Kalašnikovová /  Alla Kudrjavcevová
- Makoto Ninomijová /  Jaroslava Švedovová
- Jelena Vesninová /  Věra Zvonarevová

Následující páry nastoupily z pozice náhradníků:
- Paula Kania-Choduńová /  Katarzyna Piterová
- Petra Martićová /  Shelby Rogersová

### Odhlášení
před zahájením turnaje
- Tímea Babosová /  Veronika Kuděrmetovová → nahradily je  Veronika Kuděrmetovová /  Anastasija Potapovová
- Ashleigh Bartyová /  Jennifer Bradyová → nahradily je  Nao Hibinová /  Renata Voráčová
- Aliona Bolsovová /  Danka Kovinićová → nahradily je  Paula Kania-Choduńová /  Katarzyna Piterová
- Anna Kalinská /  Viktória Kužmová → nahradily je  Jekatěrina Alexandrovová /  Jang Čao-süan
- Asia Muhammadová /  Jessica Pegulaová → nahradily je  Kaitlyn Christianová /  Sabrina Santamariová
- Jelena Rybakinová /  Maria Sakkariová → nahradily je  Petra Martićová /  Shelby Rogersová

v průběhu turnaje
- Viktoria Azarenková /  Ons Džabúrová

## Přehled finále

### Mužská dvouhra
- Alexander Zverev vs.  Matteo Berrettini, 6–7(8–10), 6–4, 6–3

### Ženská dvouhra
- Aryna Sabalenková vs.  Ashleigh Bartyová, 6–0, 3–6, 6–4

### Mužská čtyřhra
- Marcel Granollers /  Horacio Zeballos vs.  Nikola Mektić /  Mate Pavić, 1–6, 6–3, [10–8]

### Ženská čtyřhra
- Barbora Krejčíková /  Kateřina Siniaková vs.  Gabriela Dabrowská /  Demi Schuursová, 6–4, 6–3